# Мурманский областной художественный музей
Мурманский областной художественный музей — музей в городе Мурманске (Россия).

## История

### Здание ТПО
Мурманский областной художественный музей находится в историческом центре Мурманска на улице Коминтерна в одном из самых старых каменных зданий города, рядом с площадью Пять Углов.
Строительство здания транспортного потребительского общества (ТПО) началось в мае 1927 года, и было закончено уже через четыре месяца. Это было время интенсивного развития края, позволившие ему уже в годы первых пятилеток войти в число индустриальных районов страны.
В 1927 году улица Коминтерна представляла собой дорогу с бревенчатыми срубами по сторонам. На их фоне трехэтажное каменное здание представлялось «небоскрёбом», поражавшим всех приезжающих в город. Она было своего рода центром общественной жизни: на двух первых этажах располагался магазин, а на третьем — столовая.
Журналистка и писательница Татьяна Тэсс, после посещения Мурманска в 1929 году, так писала о здании ТПО: «Украшенный с фасада флагом и круглыми часами, популярный универмаг обширен и гулок, как вокзал. Стоя на возвышении, он выделяется среди остальных домишек…»
Здание ТПО сильно пострадало во время Великой Отечественной войны. Был разбит стеклянный купол, украшавший здание до войны. Он так и не был восстановлен.

### Художественный музей
Превращение здания в музей началось в 1987 году. Решением Мурманского городского исполнительного комитета народных депутатов здание ТПО было передано Управлению культуры облисполкома. Начинается капитальный ремонт и реконструкция всех помещений под выставочный зал.
Создание музея изобразительного искусства стало значительным событием в культурной жизни Мурманской области. На сегодняшний момент — это единственный художественный музей в Заполярье.
19 декабря 1989 года первый в Мурманске выставочный зал был открыт. Это событие было приурочено к проведению VII зональной выставки «Художники Севера». 17 января 1990 года выставочный зал был преобразован в Мурманский областной художественный музей, и тогда же были переданы в его фонды произведения живописи, графики, скульптуры, декоративно-прикладного искусства из Мурманского областного краеведческого музея.
Сейчас собрание художественного музея насчитывает более десяти тысяч единиц хранения. Представлены живописные работы художников XVIII—XXI веков (М. Клодт, Б. Иогансон, Д. Мочальский, Е. Моисеенко и др.), богатое собрание графики, в том числе широко представлена графика ленинградских художников. Значительное место в собрании занимает коллекция работ мурманских художников (В. Баранов, Н. Морозов, А. Хуттунен и др.). Среди скульптурных работ, представленных в экспозиции музея, привлекают внимание работы С. Конёнкова. В разделе декоративно-прикладного искусства представлены образцы художественных промыслов России.
Помимо выставочной, музей занимается научной и методической деятельностью, а также проводит активную просветительскую и педагогическую работу. В художественном музее Мурманска есть информационно-образовательный центр, с 2004 года работает мультимедийный кинотеатр с широким спектром образовательный программ и фильмами по искусству.

## Экспозиции
Постоянная экспозиция художественного музея «Отечественное изобразительное искусство XVIII—XX веков» состоит из нескольких разделов: первый из них посвящён русскому искусству XVIII—XIX вв. Коллекция живописи этого периода в собрании музея невелика, большая часть произведений размещена в экспозиции. Особый интерес представляют работы Харлампия Констанди, Ильи Занковского, Михаила Клодта, Иоганна Кёлера.
В разделе, посвящённом русскому искусству XX века, представлены живописные, графические работы, скульптуры и произведения декоративно-прикладного искусства. Посетители экспозиции могут увидеть работы таких художников, как Борис Иогансон, Дмитрий Мочальский, Евсей Моисеенко, Суло Юттунен, Михаил Кончаловский и многих других.
Коллекция графики в собрании музея самая многочисленная. В постоянной экспозиции музея представлены произведения московских, ленинградских и региональных графиков. Посетители выставки могут увидеть работы Владимира Фаворского, Ивана Павлова, Георгия Верейского, Алексея Пахомова и ещё ряда известных художников-графиков. Кроме того, интерес представляют графические работы мурманских художников: Михаила Кирина, Татьяны Ковалёвой, Юрия Панкова, Владимира Чернова.
Музею принадлежит небольшое собрание скульптуры. В экспозиции представлены работы известных художников-скульпторов XX века: Сергея Коненкова, Михаила Тхакумашева, Надежды Шеек, Ильи Слонима.
Кольский север всегда обладал особой привлекательностью для творческих людей. Ещё в XIX веке сюда приезжали многие русские художники. Большая группа художников прибыла на Север в 1930-е годы.
Живописный раздел, посвящённый мурманским художникам, начинается с работ старейших художников области. В экспозиции представлены картины Василия Баранова — первого председателя Мурманского отделения Союза художников России, Николая Морозова, Арви Хуттунена. Интересны работы Никиты Духно, Владимира Кумашова, Александра Феофилактова, Анатолия Сергиенко, Николая Ковалева, Николая Завертайло. Неизменно вызывают интерес посетителей картины Бориса Сюхина, Владимира Скокленева, Сергея Чеботаря, Михаила Лапина, Виталия Бубенцова, Владимира Кузина.
И за пределами Мурманской области известны мастера декоративно-прикладного искусства — Татьяны Черномор и Евгения Баранова. Лиричность, оригинальностью композиционного и цветового решения отличаются гобелены и росписи по ткани Виктории Зубицкой. Много лет главным художником театра Северного флота работает Раиса Чебатурина. Её эскизы к костюмам и декорациям всегда отличаются своеобразным художественным решением.
Раздел, посвящённый творчеству мурманских художников, дает представление о современном состоянии развития изобразительного искусства на Кольском полуострове.
Завершают экспозицию произведения декоративно-прикладного искусства. Посетители могут познакомиться с основными северными промыслами: росписью по дереву, изготовлением глиняных игрушек, резьбой по кости, кружевоплетением, плетением из бересты, резьбой по дереву. Особый интерес представляют поморские козули — фигурки из теста, издревле выпекавшиеся на Терском берегу Белого моря.
Постоянная экспозиция художественного музея дает представление о развитии русского изобразительного искусства с XVIII века по наши дни.
В музее имеется четыре выставочных зала, музыкальная гостиная, фондохранилище, библиотека.